# Ле-Нуайе (Шер)
Ле-Нуайе́ (фр. Le Noyer) — коммуна во Франции, находится в регионе Центр. Департамент — Шер. Входит в состав кантона Вайи-сюр-Содр. Округ коммуны — Бурж.
Код INSEE коммуны — 18168.
Коммуна расположена приблизительно в 170 км к югу от Парижа, в 85 км юго-восточнее Орлеана, в 40 км к северо-востоку от Буржа.

## Население
Население коммуны на 2008 год составляло 275 человек.
| 1962 | 1968 | 1975 | 1982 | 1990 | 1999 | 2008 |
| ---- | ---- | ---- | ---- | ---- | ---- | ---- |
| 305  | 398  | 350  | 296  | 265  | 266  | 275  |

## Экономика
В 2007 году среди 167 человек в трудоспособном возрасте (15-64 лет) 118 были экономически активными, 49 — неактивными (показатель активности — 70,7 %, в 1999 году было 63,7 %). Из 118 активных работали 102 человека (57 мужчин и 45 женщин), безработных было 16 (5 мужчин и 11 женщин). Среди 49 неактивных 11 человек были учениками или студентами, 22 — пенсионерами, 16 были неактивными по другим причинам.

## Достопримечательности
- Замок Букар[фр.] (XIV век). Исторический памятник с 1995 года[3]
- Ферма Гравьер (XVII век). Исторический памятник с 1987 года[4]

## Фотогалерея

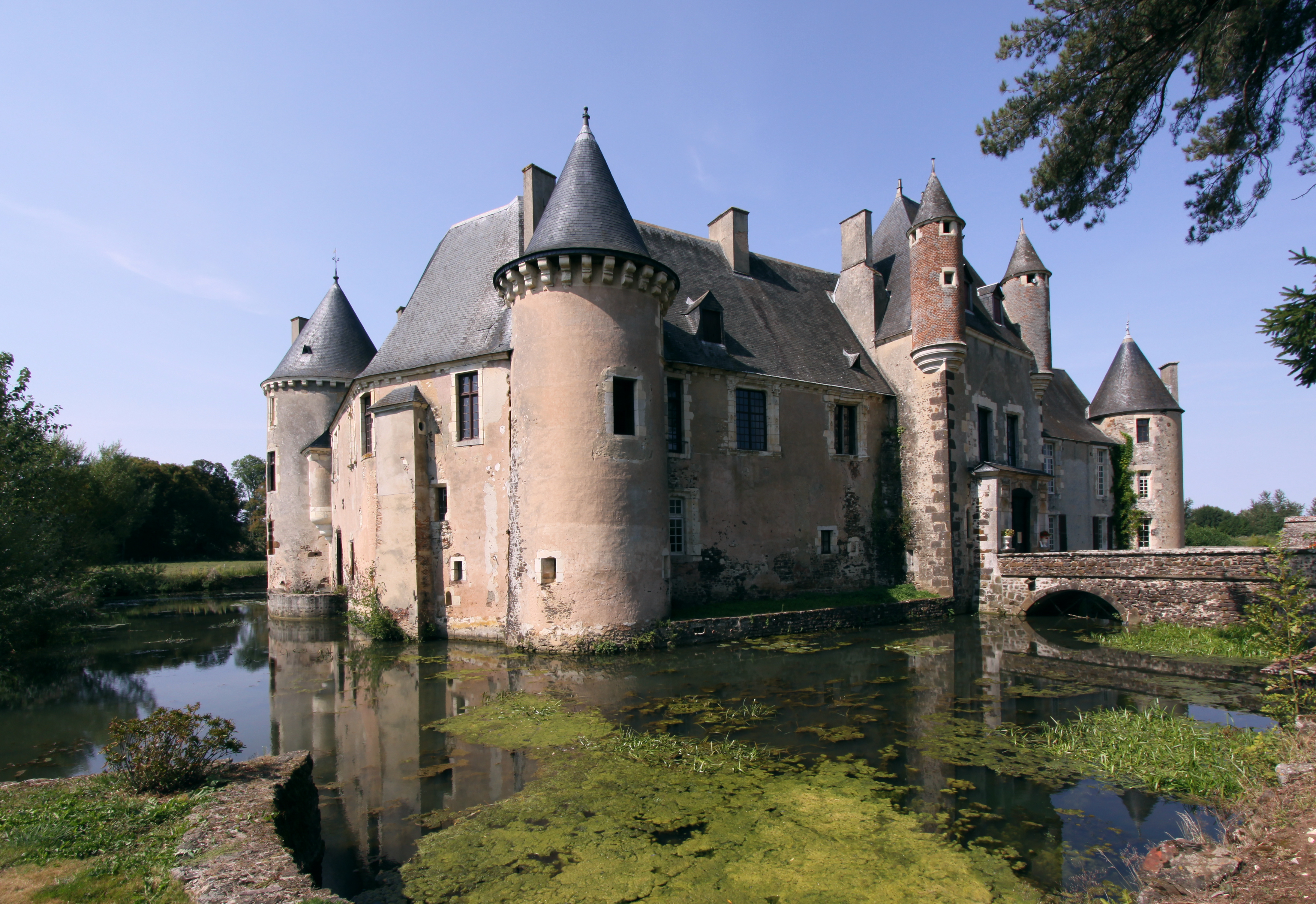
Замок Букар
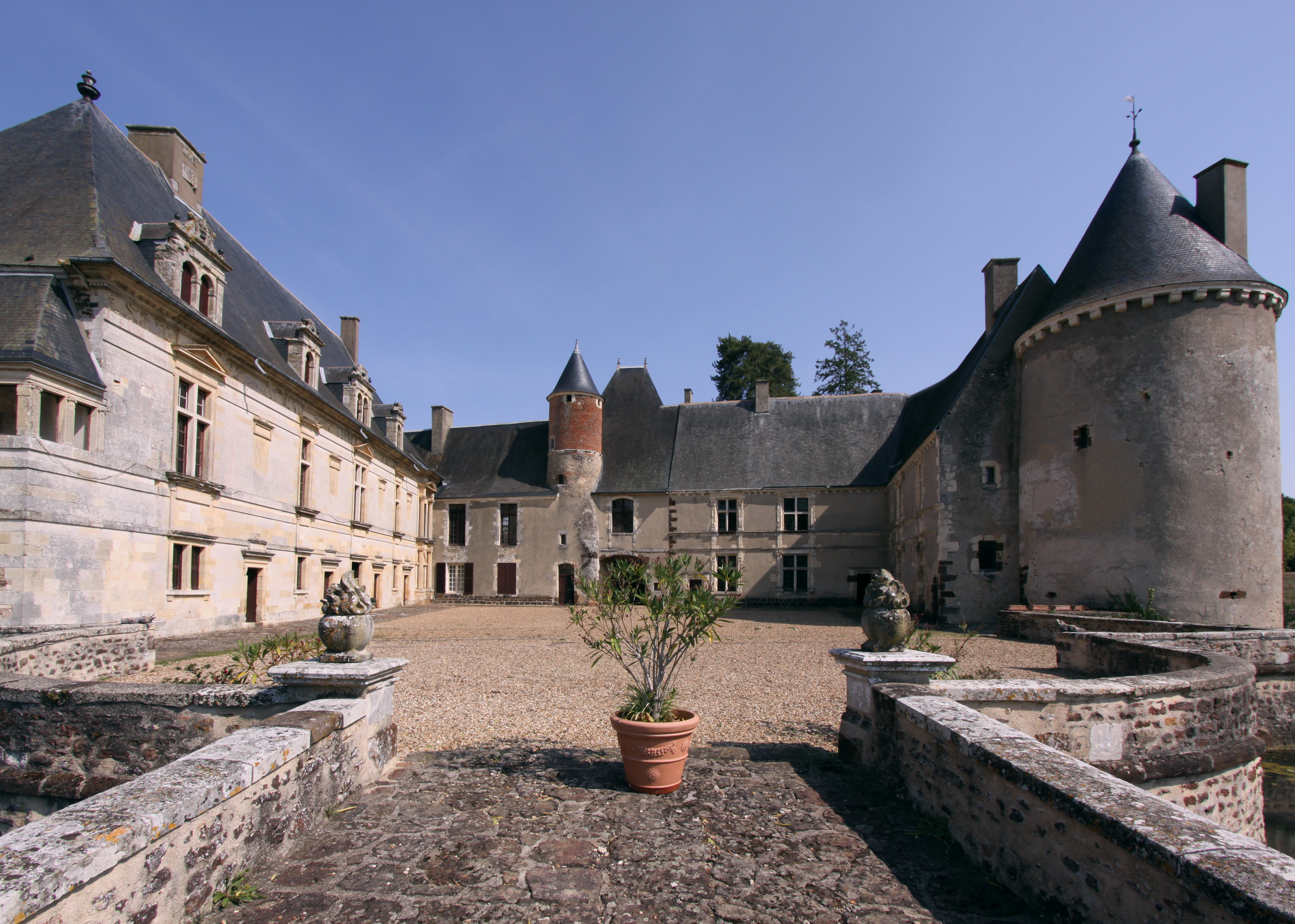
Замок Букар
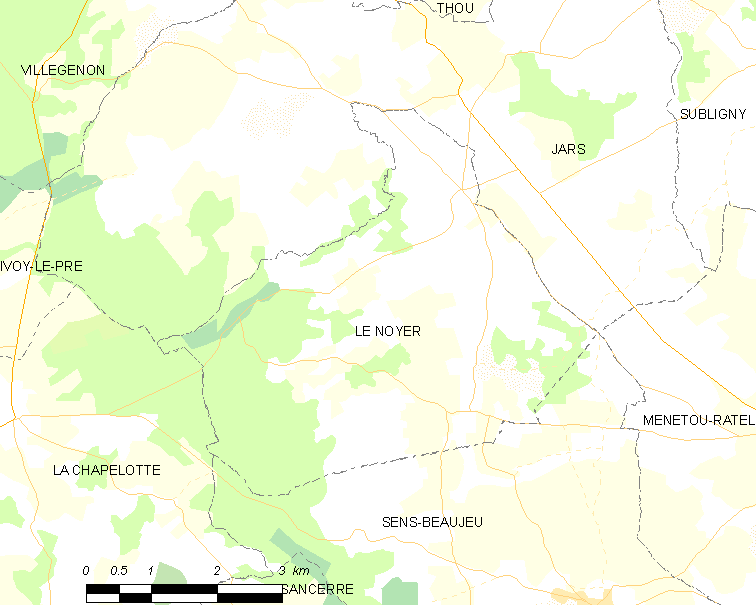
Карта коммуны